# Rodd, Nash and Little Brampton
Pour les articles homonymes, voir Rodd.
Rodd, Nash and Little Brampton est une paroisse civile du Herefordshire, en Angleterre, tout près de la frontière avec le comté de Powys au pays de Galles.
Rodd est un hameau où se trouve notamment le domaine « The Rodd », comprenant un manoir du début du XVIIe siècle, ses jardins, et les bois de Rodd (Rodd Wood),,.